# Cryptus tibialis
Cryptus tibialis là một loài tò vò trong họ Ichneumonidae.